# Vivid Entertainment Group
Vivid Entertainment Group és una empresa fundada en 1984 per Steven Hirsch. Vivid és una de les majors productores de cinema per a adults del món. El seu catàleg de pel·lícules supera els 1.500 títols. La seva seu central es troba a Sant Fernando Valley en la ciutat de Los Angeles, a Califòrnia.

## Estil
Vivid es caracteritza pel seu gran nombre de produccions de tipus llargmetratge amb trama, rodant-se les seves pel·lícules en grans i sovint glamourosos escenaris, sempre amb intencions que tinguin un prestigiós aspecte.
Una dels seus principals característiques és que malgrat que les seves produccions són de tipus hardcore, sempre són molt suaus i poc explícites i, a diferència de les produccions gonzo, que Vivid mai realitza, mai mostren pràctiques sexuals extremes. Fets com que Vivid mai produeix pel·lícules interracials ni de connotacions fetitxistes o bondage, ni tampoc pel·lícules gonzo ni pel·lícules que mostrin escenes de sexe extrem o altament explícit, a més de la seva norma vigent fins a febrer de 2006 de fer servir preservatius en totes les seves produccions, reforcen el seu estatus de porno suau.
Això es deu al fet que a diferència d'un gran nombre de productores pornogràfiques estatunidenques que a principis dels anys 90 van començar a donar un to més explícit i extrem a les seves produccions, Vivid va decidir mantenir un estil suau, interessant-se per crear pornografia dirigida a gent que normalment no està molt familiaritzada amb el porno o no està interessada a veure actes altament explícits, a més de per crear porno adequat per a parelles heterosexuals.
Per això, els fans del gonzo i de la pornografia més explícita, sovint detesten les produccions de Vivid, sent el gonzo el gènere pornogràfic oposat total a l'estil de les pel·lícules de Vivid.
A causa de l'àmplia demanda de produccions molt diferents a les de Vivid al mercat pornogràfic, el 2006 Vivid va començar a plantejar-se incloure altres gèneres en les seves produccions tals com interracial i fent opcional l'ús de preservatius en les seves pel·lícules, però sempre mantenint-se fidel al seu estil. Vivid també produeix pel·lícules de pornografia gai sota el segell Vivid Man.

## Màrqueting
Vivid produeix aproximadament unes 60 pel·lícules anuals, emfatitzant molt la promoció i el màrqueting de cadascuna d'elles, a diferència d'altres estudis pornogràfics que llancen al mercat un notablement molt més alt nombre de produccions, dedicant una altament menor atenció al seu màrqueting i promoció. Segons la revista Forbes, Vivid té uns guanys anuals d'uns 100 milions de dòlars.
Vivid, a més de comercialitzar pel·lícules pornogràfiques en DVD i per internet, té la seva pròpia línia de productes eròtics.

## Noies Vivid

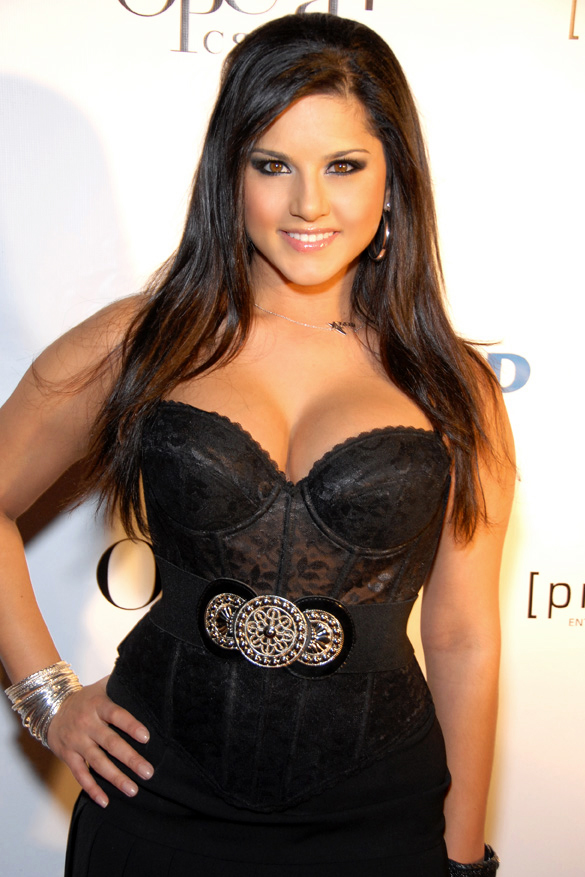
L'actriu Sunny Leone, va ser una de les Vivid Girls

A més del seu estil, l'altra característica fonamental de Vivid són les seves estrelles, les Noies Vivid (Vivid Girls), que treballen exclusivament per a la productora.
Vivid va ser el primer estudi pornogràfic a implantar aquesta política basada en contractar actrius de forma exclusiva.
Aquests contractes comporten l'obligació de rodar un determinat nombre de pel·lícules a l'any (generalment entre 6 i 10). Tanmateix, a mitjans de l'any 2010, Vivid va optar per no renovar cap dels contractes exclusius que mantenia, donant per acabats els recentment signats amb Lia i AJ Bailey. Tanmateix, la pròpia empresa ha manifestat que això no suposa un canvi en la seva política, i que no descarta en un futur tornar a comptar amb noies en exclusiva.

### Noies Vivid més recents
- Hanna Hilton (2008-2009)
- Meggan Mallone (2008)
- Nikki Jayne (2008-2010)
- Savanna Samson (2002-2010)
- Sunny Leone (2005-2010)

### Antigues Noies Vivid
Ashlyn Gere, Asia Carrera, Barbara Dare, Briana Banks (entre 2000 i 2008), Cassidey, Celeste, Chasey Lain, Cheyenne Silver, Chloe Jones, Christy Canyon, Dasha, Deidre Holland, Devon, Dyanna Lauren, Ginger Lynn, Gwen Summers, Hyapatia Lee, Jamie Summers, Janine, Jenna Jameson, Jenteal, Juanita Chong, Julia Ann, Kira Kener, Kobe Tai, Lanny Barby (entre 2005 i 2009), Leslie Glass, The Love Twins, Monique Alexander (entre 2004 i 2009), Mercedez, Nikki Charm, Nikki Dial, Nikki Tyler, Racquel Darrian, Raylene, Savannah, Sky López, Stefani Morgan (entre 2005 i 2008), Sunrise Adams (entre 2002 i 2008), Tawny Roberts, Taylor Hayes, Tera Patrick, Tia Bella i Tori Welles.